# John Shackleton

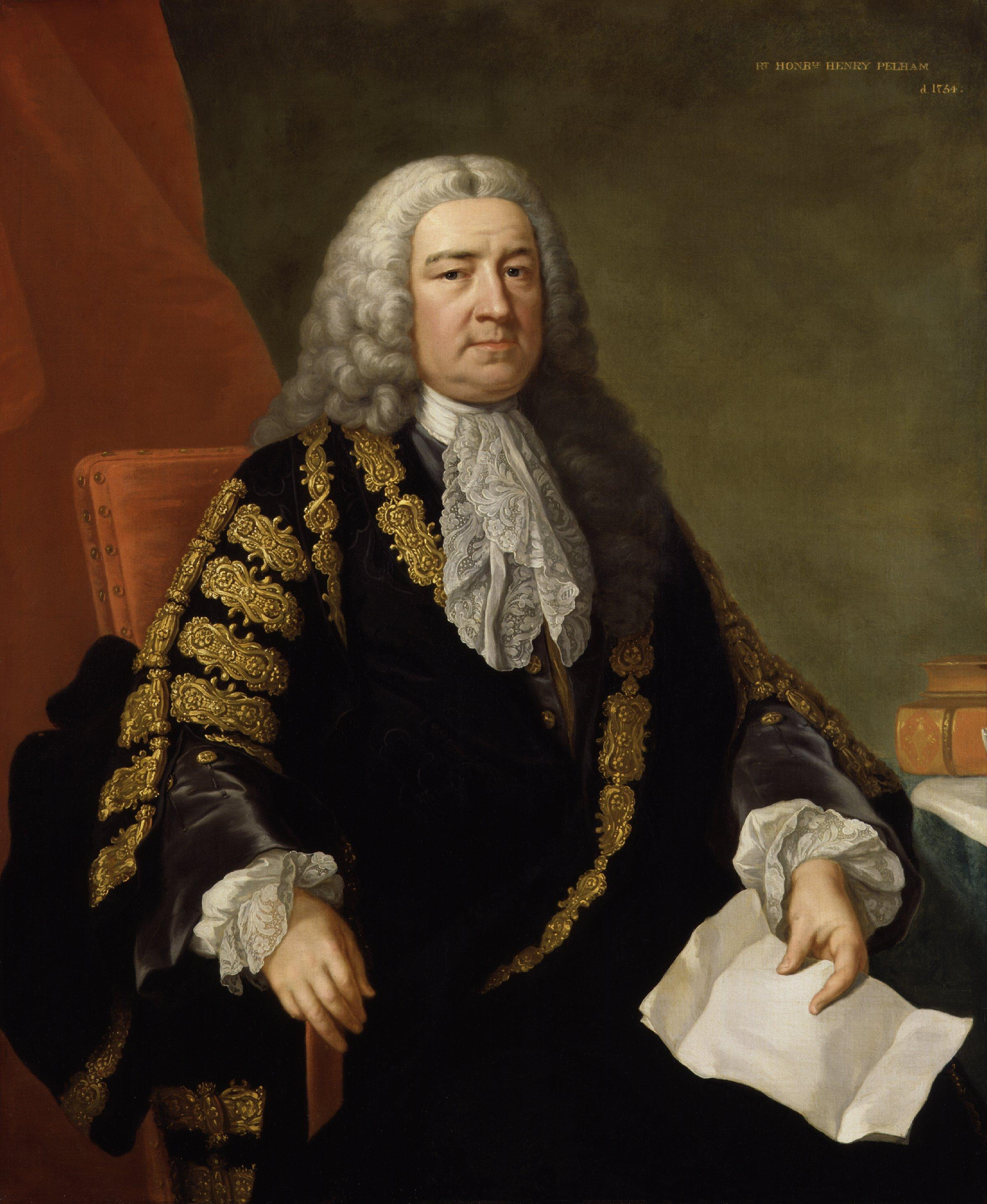
Henry Pelham, por Shackleton.

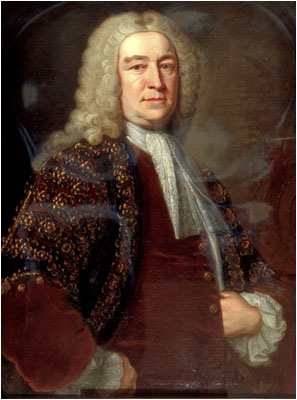
Henry Pelham, por Shackleton.

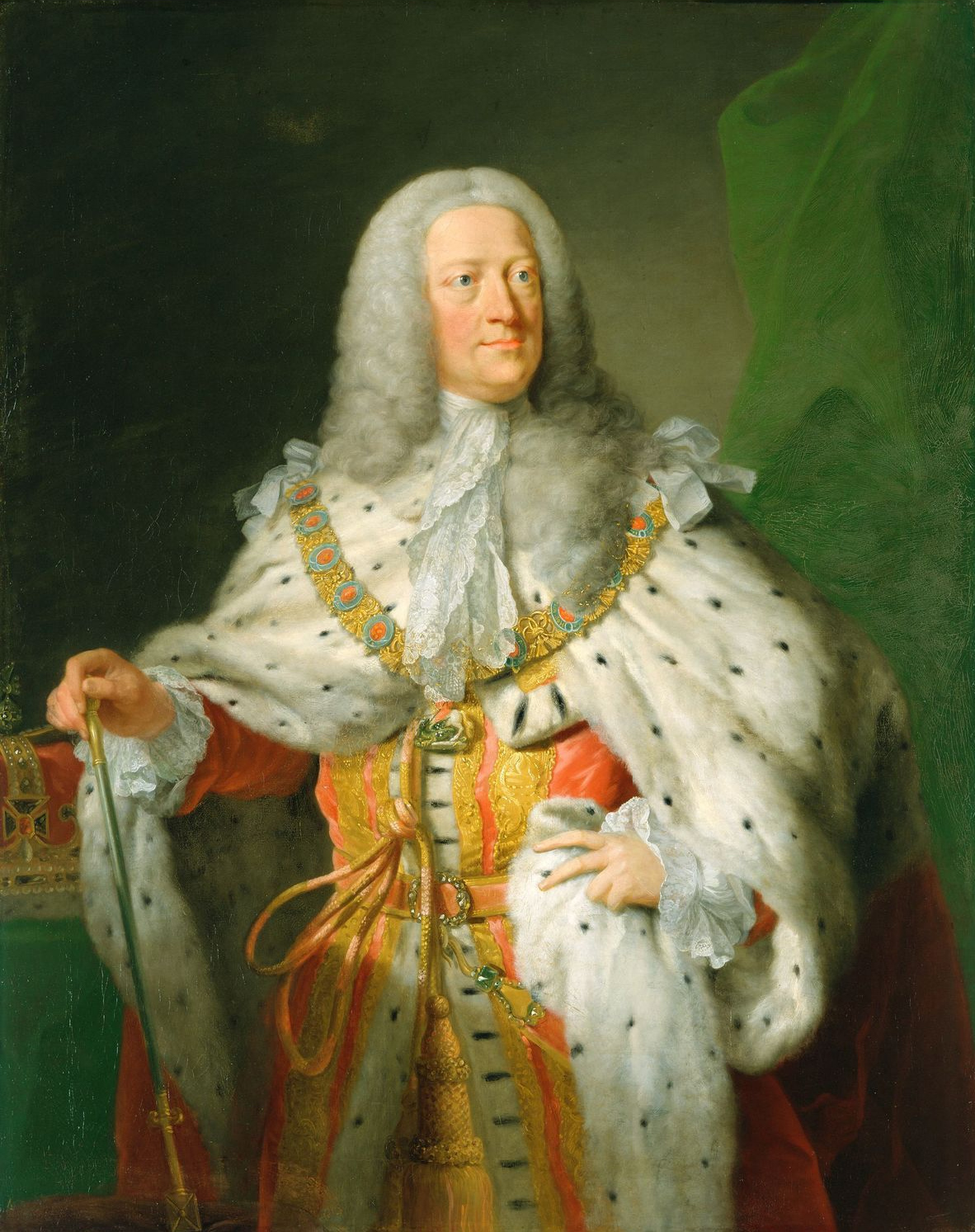
Jorge II por John Shackleton, circa 1755-1767.

John Shackleton (f. Londres, 14 o 16 de marzo de 1767) fue un pintor y dibujante británico, que produjo pinturas históricas y retratos de personajes de la época. No hay registros sobre su familia ni de donde proviene.

## Su obra
Shackleton realizó varios retratos de personas famosas, por ejemplo el de Henry Pelham que se encuentra en La Galería Nacional de Retratos (National Portrait Gallery), otro de sus trabajos es William Windham (1717–1761); que puede verse en el Salón Felbrigg Hall, en Norfolk, y el retrato de John Bristowe, mayordomo de Thomas Pelham-Holles 1.er Duque de Newcastle, este trabajo puede verse en el Museo de Arte de Reitlinger en, Maidenhead.
A partir de 1749 fue nombrado como “Pintor Principal Ordinario” de Jorge II y de Jorge III. Inclusive recibió encargos para realizar los retratos del Rey y la Reina durante los años 1765–6, a pesar de que los retratos oficiales siempre debían ser realizados por el artista Allan Ramsay. Existen varios trabajos realizados en su estudio, a modo de ensayo, de personajes de la realeza, algunas de estas obras han sobrevivido, y se destaca en particular un retrato de Jorge II con fecha del 1755 y que se encuentra en La Galería Nacional de Retratos de Escocia (Scottish National Portrait Gallery), en Edimburgo; otro ensayo de Jorge II está en el salón 2 del Museo Británico, de Londres (encargado por el museo en el año 1759, el museo también conserva algunos grabados de otras de sus pinturas, junto con dos más de Jorge II de la Colección Real y otros en el Hall de Fishmonger, en Londres, y en el Museo Maidenhead.

## Su vida
Fue miembro de la Comisión de 1755 que elaboró la primera propuesta de ubicación de la Real Academia de Londres. El 8 de marzo de 1758 fue elegido para ser miembro de la Sociedad para el Fomento de las Artes, Manufacturas, y Comercio, que se encontraba en sus comienzos.
Expone en la Sociedad Libre de Artistas desde el año 1763 hasta 1766.
Entre los herederos que puso en su testamento, que data del 8 de marzo de 1767, figuran su "querida amiga, la Sra. Sarah Rice", en su testamento también dice "las dos cabezas de mármol, mandadas a hacer por Bernini, las doy a mi íntimo amigo, el señor Robt D’Ossie de Wardour, el Soho', y el retrato de una Dama de medio cuerpo es para Anthony van Dyck y un pequeño paisaje realizado por Gaspar Poussin es para John Bristow Esqr guardián de zoológico de Los leones de Su Majestades en la Torre de Londres ".

## Su matrimonio
El 25 de octubre de 1742 (como feligrés que era de San Jorge, en Hanover Square, Londres) contrajo matrimonio con Mary Ann Regnier.